# La revolución (serie de televisión)
La revolución (en francés: La Révolution) es una serie de televisión de drama sobrenatural de 2020 y la novena serie francesa producida por Netflix, protagonizada por Doudou Masta, Julien Sarazin e Ian Turiak. 1787. En medio de la decadencia del Antiguo Régimen, Joseph Ignace Guillotin se encarga de investigar misteriosos asesinatos.  Luego descubre la existencia de "sangre azul".  Este virus desconocido se propaga dentro de la aristocracia.  El virus tiene efectos devastadores: los nobles infectados atacan a la "gente pequeña", trastornando la jerarquía establecida.  La revuelta se extiende y es el preludio de la Revolución Francesa. 

## Elenco
- Doudou Masta como Oka.
- Amir El Kacem: Joseph Ignace Guillotin
- Amélia Lacquemant como Madeleine.
- Lionel Erdogan como Albert Guillotin.
- Julien Sarazin
- Ian Turiak como Luis XVI.
- Marilou Aussilloux como Elise de Montargis.
- Julien Frison como Donatien de Montargis.
- Isabel Aimé Gonzalez Sola como Katell.
- Geoffrey Carlassare como disciple de Donatien[3]

## Episodios
| N.º | Título            | Dirigido por | Teleplay by | Fecha de lanzamiento original |
| --- | ----------------- | ------------ | ----------- | ----------------------------- |
| 1   | «The Beginning»   | TBA          | TBA         | 16 de octubre de 2020         |
| 2   | «The Revenant»    | TBA          | TBA         | 16 de octubre de 2020         |
| 3   | «The Innocents»   | TBA          | TBA         | 16 de octubre de 2020         |
| 4   | «The Executiones» | TBA          | TBA         | 16 de octubre de 2020         |
| 5   | «The Blue Blood»  | TBA          | TBA         | 16 de octubre de 2020         |
| 6   | «The Alliance»    | TBA          | TBA         | 16 de octubre de 2020         |
| 7   | «The Dilemma»     | TBA          | TBA         | 16 de octubre de 2020         |
| 8   | «The Revelion»    | TBA          | TBA         | 16 de octubre de 2020         |

## Lanzamiento
La Révolution se estrenó el 16 de octubre de 2020 por Netflix.